# Pierre Fabre (actor)
Pierre Fabre (14 de octubre de 1933-24 de marzo de 2006) fue un actor, guionista y director cinematográfico y televisivo de nacionalidad francesa.
Nacido en Wimereux, Francia, Pierre Fabre escribió diferentes guiones televisivos, entre ellos los de  Jules Bonnot (1969) y La lune d'Omaha (1985). Fue conocida su actuación como Louis Mandrin en una producción televisiva de 1971.
Pierre Fabre falleció en París, Francia, en 2006. Estuvo casado con la actriz Anna Karina entre 1968 y 1974.

## Selección de su filmografía

### Actor
Cine
- 1962 : Jules y Jim, de François Truffaut
- 1965 : Sangre en Indochina, de Pierre Schoendoerffer
- 1969 : El pequeño salvaje, de François Truffaut
- 1970 : Domicilio conyugal, de François Truffaut
- 1975 : Le Jardin qui bascule, de Guy Gilles
- 1982 : L'Honneur d'un capitaine, de Pierre Schoendoerffer
- 1987 : Les mois d'avril sont meurtriers, de Laurent Heynemann

Televisión
- 1972 : Mandrin, de Philippe Fourastié

### Director
- 1980 : Tout dépend des filles, con Jean-Pierre Sentier